# Stanko Barać
Stanko Barać (Mostar, 13. kolovoza 1986.) je hrvatski profesionalni košarkaš. Igra na poziciji centra, a trenutačno je član španjolskog Caja Laborala. Bio je član hrvatske košarkaške reprezentacije koja je sudjelovala na Olimpijskim igrama 2008. u Pekingu.

## Karijera
Karijeru je započeo 2005. u bosanskohercegovačkom Širokom Prima pivo, a ondje ostaje dvije sezone. Imao je prosjek od 13 poena i 5 skokova po susretu. U kolovozu 2007. odlazi iz Širokog u španjolsku TAU Ceramicu, danas Caju Laboral. Transfer je bi težak ukupno više od tri milijuna eura, a okončan je nakon što su klubovi dogovorili uvjete prelaska. Potpisao je ugovor tri plus dvije, a to znači da će u španjolskom "divu" ostati najmanje tri sezone. Iste godine izabran je u 2. krugu (39. ukupno) NBA drafta od strane Miami Heata. U listopadu 2007. odlazi na posudbu do kraja sezone u Pamesu iz Valencije.

## Vanjske poveznice
- Profil na NBA.com
- Profil na Nbadraft.net
- Profil  Arhivirana inačica izvorne stranice od 2. studenoga 2010. (Wayback Machine) na ACB.com